# Simon B. Conover

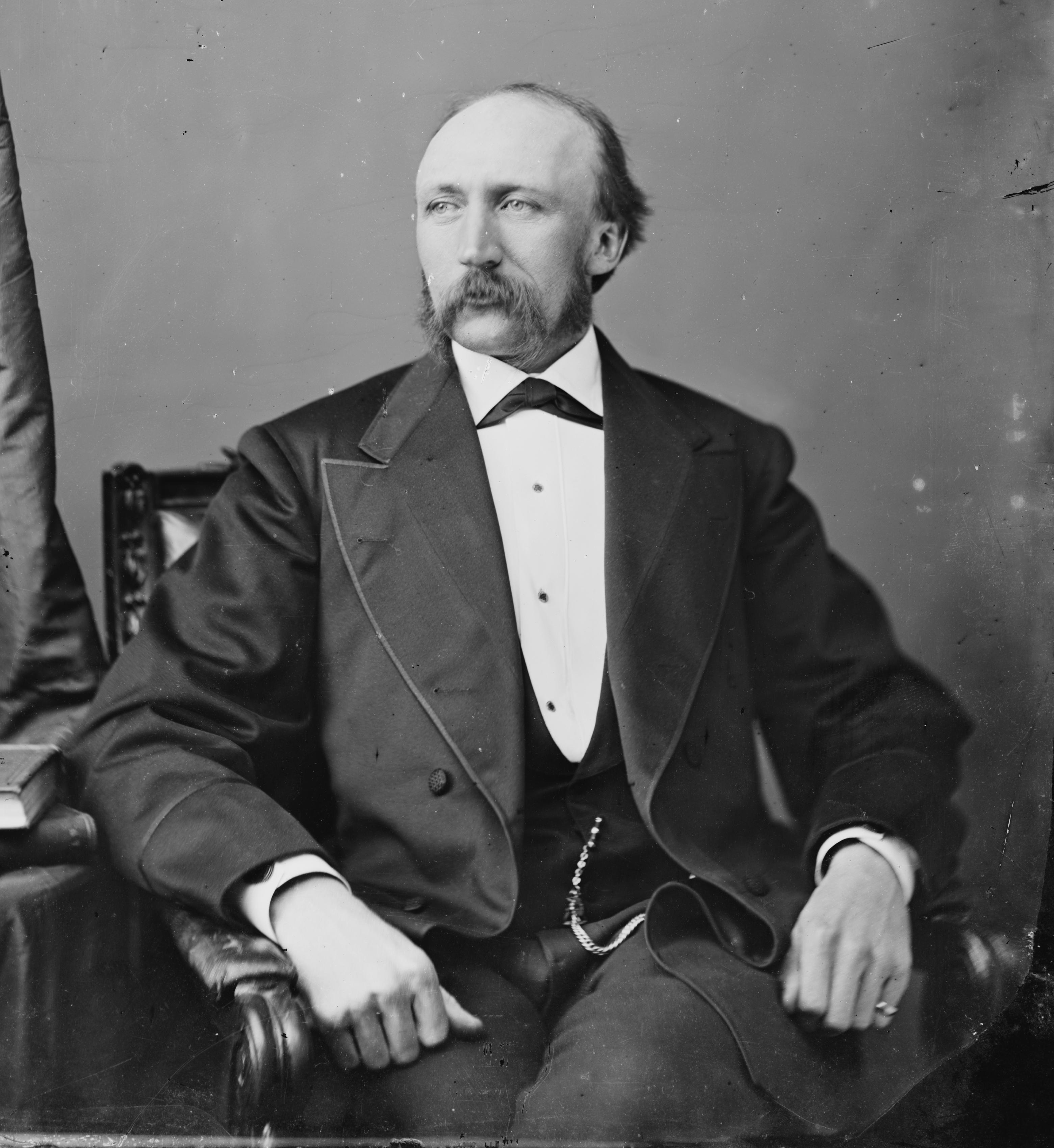
Simon B. Conover

Simon Barclay Conover, född 23 september 1840 i Middlesex County, New Jersey, död 19 april 1908 i Port Townsend, Washington, var en amerikansk republikansk politiker. Han representerade delstaten Florida i USA:s senat 1873–1879.
Conover studerade medicin vid University of Pennsylvania och University of Nashville. Han deltog i amerikanska inbördeskriget i nordstaternas armé.
Conover efterträdde 1873 Thomas W. Osborn som senator för Florida. Han kandiderade inte till omval efter en mandatperiod i senaten. Han förlorade sedan guvernörsvalet i Florida 1880 mot demokraten William D. Bloxham. Conover flyttade 1889 till delstaten Washington. Hans grav finns på Masonic Cemetery i Port Townsend.